# Filaroidose des Hundes
Die Filaroidose des Hundes ist eine Parasitose bei Haushunden, die durch Filaroides hirthi ausgelöst wird. Die Erkrankung wurde bislang nur sporadisch in Deutschland, im Vereinigten Königreich, in Irland, Frankreich, Spanien, Nordamerika, Japan und Australien nachgewiesen. Die etwas größere, sonst aber ähnliche Filaroide Andersonstrongylus milksi (Syn. Filaroides milksi) ist noch deutlich seltener, die durch sie ausgelöste Erkrankung gleicht aber der Filaroidose.
Die Parasitose verläuft bei immunkompetenten Hunden meist symptomlos, und wird daher meist nur zufällig bei Sektionen entdeckt. Auch der Erstnachweis 1974 in einer Beagle-Versuchstierzucht war ein Zufallsbefund. Gelegentlich kann aber auch bei Immunkompetenten eine Atemwegserkrankung mit trockenem Husten auftreten.
Eine Filaroidose zeigt sich pathologisch-anatomisch in kleinen weichen, gräulichen hirsekorngroßen Knötchen im Parenchym der Lunge. Bei schwerem Befall oder bei Hunden mit gestörtem Immunsystem können die Knötchen zu größeren gräulichen Massen zusammenfließen. In Anschnitten können Wurmfragmente, Eier und Larven nachgewiesen werden.
Die Diagnose am lebenden Tier ist schwierig. Im Röntgenbild tritt ein bronchoalveoläres Muster auf. Das Larvenauswanderungsverfahren zum Nachweis der Larven im Kot ist meist negativ, weil das Gros der Larven mit Sputum ausgehustet werden, und nur sehr selten im Kot erscheinen. Das einzig sichere Nachweisverfahren ist eine Bronchoalveoläre Lavage mit anschließendem Nachweis der Larven im gewonnenen Material mittels Flotationsverfahren.
Zur Behandlung können Albendazol, Fenbendazol und Ivermectin, die letzteren beiden auch in Kombination eingesetzt werden.